# Római ikervakáció
A Római ikervakáció az Olsen ikrek 2002-es filmje.

## Cselekmény
Charli (Mary Kate Olsen) és Leila (Ashley Olsen) Hunter (Los Angelesből, Kaliforniából)Rómába utaznak, hogy ott egy híres üzletember Derek Hammond (Julian Stone) gyakornokai legyenek Hammond jobbkeze Enrico Tortoni (Matt Patresi) vezetésével. Charli és Leila nem egyedüli gyakornokok itt. Gyakornok társaik még: Daril (Ilenia Lazzarin) Olaszországból, Velencéből; Paolo (Michelangelo Tommaso)Olaszországból, Rómából; Nobu (Archie Kao) Japánból, Tokióból; és Heidi (Valentina Mattolini) Németországból, Münchenből. A srácok segítségére van még Hammond egyik korábbi gyakornoka és jelenlegi vállalati igazgató helyettese, Jami (Leslie Danon). Ő a vezetője a gyakornoki programnak. A tét, hogy amelyik gyakornok munkáját Hammond a legjobbnak találja az mehet vele New Yorkba a divat bemutatójára.
Eleinte nem igazán megy nekik a gyakornokoskodás. Tortóni eleinte olyan feladatokat ad a srácoknak, hogy: Daril, és Nombu a postán kell hogy lefénymásoljanak egy papírt jópár példányban, de rossz papírt fénymásolnak le. Leilanak és Heidinek egy pilóta sapkáért kellett volna mennie, de Heidi magára hagyja Leilat és Leila a Pilótasapka helyett egy szakácssapkával tér vissza. Charli és Paolo ruhaanyagot kellett volna, hogy vigyenek a szabókhoz, de Paolo egy pizzafutár barátját kéri meg – aki úgy ismeri egész Rómát, mint a saját tenyerét, ugyanis minden egyes római címre vitt már ki pizzát – hogy az anyagot elvigye, hogy ő és Charli élvezhessék Rómát, de mint kiderült, Paolo barátja pizzát adott a szabóknak a ruha anyag helyett.
Következő nap a második feladatok: Charli és Paolo kávét kellett, hogy készítsen. Paolonak kicsit el kellett mennie, ezért otthagyta Charlit, hogy a használati utasítás segítségével Charli csinálja meg a kávét, de Charlinak ez nem sikerül, instant kávéval helyettesíti. Leila és Heidi egy lemezt kell. hogy eljuttassanak Hammond egy ügyfelének, de útközben Heidi kíváncsi lesz, hogy mi lehet a lemezen és meg akarja hallgatni. Leila próbálja erről lebeszélni, mondván semmi közük hozzá, mi van azon a lemezen, nekik csak el kell juttatniuk a megfelelő helyre. De Heidi hajthatatlan, kinyitja a CD tokját, a CD kiesik a tokból és átmegy rajta egy autó. A CD használhatatlanná válik. Amikor Tortoni számon kéri tőlük a dolgot Heidi Leilara keni az egészet. Tortoni egyből kirúgja Charlit és Leilat.
Hammond erről tudomást szerez és vendégül látja a lányokat, míg beszél Tortonival.
Közben Leila megismerkedik a parton Hammond unokaöccsével, Ryan Hammonddal (Derek Lee Nixon), aki eléggé naplopó, semmit tevő életet él. Hammond szeretné ha Ryan is gyakornokként dolgozna nála de Ryan nem akar. Azt reméli, Leila majd rá tudja beszélni.
Kicsit később Hammond visszaveteti Tortonival Charlit és Leilat.
Már csak egy feladata van a gyakornokoknak: a divatbemutatóra szánt ruhákat el kell vinniük a tisztítóba. Útközben megállnak Tortoni kedvenc kávézójában és mindenki Tortoni számlájára fogyaszthat. Míg esznek, Tortoni ellopatja a ruhákat. Szerencsére ott van kicsit arrébb Leila (aki mellesleg szeret és tud fotózni) és Ryan is, mert Leila sikeresen rávette, hogy dolgozzon vele, és Leila készít egy jó kis lebuktató fotó sorozatot Tortoni akciójáról.
Aztán mikor a többiek is észreveszik, hogy mi történt, először kissé elkeserednek, de aztán Leila elmondja, hogy látta, hogy mi történt és megmutatja a többieknek a képeket. Aztán együtt kitalálják, hogy Charli divattervező tehetségével és Leila fényképész tehetségével, megtudják csinálni az eredeti ruhákat Charli terveinek valósággá tételével pótolva a divatbemutatót. És meg is csinálják.
Aztán Hammond börtönbe csukatja Tortónit aki már rég óta féltékeny volt Hammond sikerességére és már korábban is szabotálta kisebb dolgokkal Hammond munkásságát (ezek közé tartozott az is hogy kirúgta Charlit és Leilat és a többi gyakornokot is szép sorban ki akarta rúgatni). Végül Hammond mindenkit magával visz New Yorkba, Jamit pedig feleségül veszi.

## Szereplők
| Szerep                            | Színész              | Magyar hang      |
| --------------------------------- | -------------------- | ---------------- |
| Charli Hunter                     | Mary-Kate Olsen      | Molnár Ilona     |
| Leila Hunter                      | Ashley Olsen         | Mánya Zsófi      |
| Paolo                             | Michelangelo Tommaso | Seszták Szabolcs |
| Heidi                             | Valentina Mottolini  | Zsigmond Tamara  |
| Dari                              | Ilenia Lazzarin      | Balsai Móni      |
| Nobu                              | Archie Kao           | Földi Tamás      |
| Ryan Hammond                      | Derek Lee Nixon      | Német Kristóf    |
| Jamie Martin                      | Leslie Danon         | Götz Anna        |
| Derek Hammond                     | Julian Stone         | Német Gáror      |
| Enrico Tortoni                    | Matt Patresi         | Mikula Sándor    |
| Gianni Rigoletti                  | Alberto Bognanni     | Katona Zoltán    |
| pincér Tortoni kedvenc éttermében | Giorgio Caputo       | Prestis Tamás    |

## A film készítése
Korábbi filmjeikkel ellentétben a Római ikervakáció forgatásakor nem vették körbe Mary-Kate-et és Ashley-t a rajongók. Sőt Rómában alig ismerték őket. A Paolo-t alakító Michelangelo Tommaso viszont egészen nagy sztár volt Rómában. Egyszer például egy csapat lány megkérte Michelangelo-t hogy hadd fotózkodjanak vele, Mary-Kate-et pedig (aki épp Michelangelo-val beszélgetett) kicsit arrébb küldték, hogy ne lógjon bele a képbe.

## Zenék
- The B-52's – Roma
- Chad Hollister – Lough
- The Weekend – Victory
- One Tree Hill 111 Across the Sky – Every Where She Goes
- Ritalin – Life is Good
- Bracket – No Brainer
- Carolyn Arends – There You Are
- Ephemara – Air
- Fight of Mavis – It Comes in Time
- Lost City Angels – First Things First
- The Kim Band – What a Drag
- 10,000 Maniacs – These Are the Days